# 橙紅長眼寄居蟹
橙紅長眼寄居蟹（学名：Paguristes antennarius）为活額寄居蟹科長眼寄居蟹屬下的一个种。